# Cattedrali in Vietnam
Questa è una lista delle cattedrali in Vietnam.

## Cattedrali cattoliche
| Cattedrale                                  | Arcidiocesi o Diocesi          | Località     | Immagine |
| ------------------------------------------- | ------------------------------ | ------------ | -------- |
| Cattedrale di San Giacomo e San Filippo     | Diocesi di Bà Rịa              | Bà Rịa       |          |
| Cattedrale della Regina del Rosario         | Diocesi di Bắc Ninh            | Bắc Ninh     |          |
| Cattedrale del Sacro Cuore di Gesù          | Diocesi di Ban Mê Thuột        | Ban Mê Thuột |          |
| Cattedrale della Regina del Rosario         | Diocesi di Bùi Chu             | Bùi Chu      |          |
| Cattedrale del Sacro Cuore di Gesù          | Diocesi di Cần Thơ             | Cần Thơ      |          |
| Cattedrale di San Nicola di Bari            | Diocesi di Ðà Lat              | Da Lat       |          |
| Cattedrale del Sacro Cuore di Gesù          | Diocesi di Đà Nẵng             | Đà Nẵng      |          |
| Cattedrale di San Michele Arcangelo         | Diocesi di Hà Tĩnh             | Hà Tĩnh      |          |
| Cattedrale della Regina del Rosario         | Diocesi di Hải Phòng           | Haiphong     |          |
| Cattedrale di San Giuseppe                  | Arcidiocesi di Hanoi           | Hanoi        |          |
| Cattedrale di Notre-Dame                    | Arcidiocesi di Hô Chí Minh     | Ho Chi Minh  |          |
| Cattedrale del Cuore Immacolato di Maria    | Arcidiocesi di Huê             | Huế          |          |
| Cattedrale di Santa Teresa del Bambin Gesù  | Diocesi di Hưng Hóa            | Son Tay      |          |
| Cattedrale dell'Immacolata Concezione       | Diocesi di Kontum              | Kontum       |          |
| Cattedrale di San Giuseppe                  | Diocesi di Lạng Sơn e Cao Bằng | Lạng Sơn     |          |
| Cattedrale della Regina della Pace          | Diocesi di Long Xuyên          | Long Xuyên   |          |
| Cattedrale dell'Immacolata Concezione       | Diocesi di Mỹ Tho              | Mỹ Tho       |          |
| Cattedrale di Cristo Re                     | Diocesi di Nha Trang           | Nha Trang    |          |
| Cattedrale del Sacro Cuore di Gesù          | Diocesi di Phan Thiết          | Phan Thiết   |          |
| Cattedrale della Regina del Rosario         | Diocesi di Phát Diêm           | Phát Diêm    |          |
| Cattedrale del Sacro Cuore di Gesù          | Diocesi di Phú Cuong           | Thủ Dầu Một  |          |
| Cattedrale dell'Assunzione di Maria Vergine | Diocesi di Quy Nhơn            | Quy Nhơn     |          |
| Cattedrale del Sacro Cuore di Gesù          | Diocesi di Thái Bình           | Thái Bình    |          |
| Cattedrale dell'Immacolata Concezione       | Diocesi di Thanh Hóa           | Thanh Hóa    |          |
| Cattedrale dell'Assunzione di Maria Vergine | Diocesi di Vinh                | Nghi Dien    |          |
| Cattedrale di Sant'Anna                     | Diocesi di Vĩnh Long           | Vĩnh Long    |          |
| Cattedrale di Cristo Re                     | Diocesi di Xuân Lôc            | Long Khánh   |          |